# Paradis hawaïen
Pour plus de détails, voir Fiche technique et Distribution.
Paradis hawaïen (Paradise, Hawaiian Style) est un film musical américain de Michael D. Moore sorti en 1966.

## Synopsis
Rick Richards (Elvis Presley) est pilote pour une compagnie d'aviation. Il est licencié pour son comportement jugé trop entreprenant et léger avec le personnel féminin. A Hawaï, il retrouve son ami
Danny (James Shigeta) à qui il confie vouloir monter une petite entreprise de transport aérien de touristes et hommes d'affaires aux quatre coins de l'archipel. Tout d'abord réticent, Danny se laisse
convaincre de devenir son associé. Rapidement, l'affaire tourne au fiasco. Entre femmes jalouses, clients déçus et aléas mécaniques, Rick, pourtant de bonne foi, doit faire face au courroux de son partenaire...

## Fiche technique
- Titre original : Paradise, Hawaiian Style
- Titre français : Paradis hawaïen
- Réalisation : Michael D. Moore
- Scénario : Allan Weiss et Anthony Lawrence
- Direction artistique : Hal Pereira, Walter H. Tyler
- Décors : Robert R. Benton, Ray Moyer, Sam Comer
- Costumes : Edith Head
- Photographie : W. Wallace Kelley
- Montage : Warren Low
- Musique : Joseph J. Lilley
- Production : Hal B. Wallis
- Société de production : Paramount Pictures
- Société de distribution : Paramount Pictures
- Pays d’origine :  États-Unis
- Langue originale : anglais
- Format : couleur — 35 mm — 1,66:1 — son mono
- Genre : Film musical
- Durée : 91 minutes
- Dates de sortie : 
  - Japon : 23 avril 1966
  - États-Unis : 15 juin 1966
  - France : 26 août 1966

## Distribution
- Elvis Presley (VF : Michel Roux) : Rick Richards
- Suzanna Leigh (VF : Michèle Bardollet) : Judy Hudson
- James Shigeta (VF : Philippe Dumat) : Danny Kohana
- Donna Butterworth : Jan Kohana
- Jan Shepard : Betty Kohana
- Marianna Hill (VF : Joëlle Janin) : Lani Kaimana
- Irene Tsu : Pua
- John Doucette (VF : William Sabatier) : Mr. Belden
- Linda Wong : Lehua Kawena
- Julie Parrish : Joanna
- Grady Sutton (VF : Jean-Henri Chambois) : M. Cubberson
- Mary Treen : Mme Belden

## Autour du film
- L'album homonyme est sorti le 16 juillet 1966 aux États-Unis.
- La chanson Sand Castles a été filmée mais n'a pas été retenue dans le montage final.